# Becco d'Aial
Il Becco d'Aial, conosciuto erroneamente anche con il nome di Becco d'Ajal, è un enorme dente roccioso, la più bassa delle cime che circondano Cortina d'Ampezzo. Il "Becco" emerge dal fitto bosco che si trova alla base della Croda da Lago, ed è facilmente visibile anche dal centro di Cortina.
Sulla cima del Becco d'Aial ci sono i resti di una postazione antiaerea eretta lassù dalle truppe italiane agli inizi della Prima Guerra Mondiale.

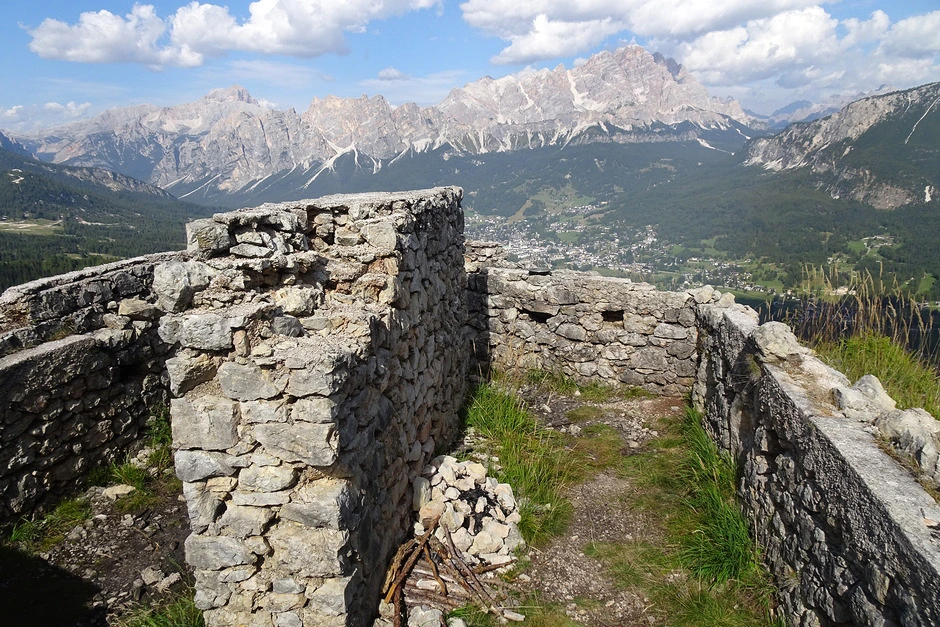
Postazione antiaerea

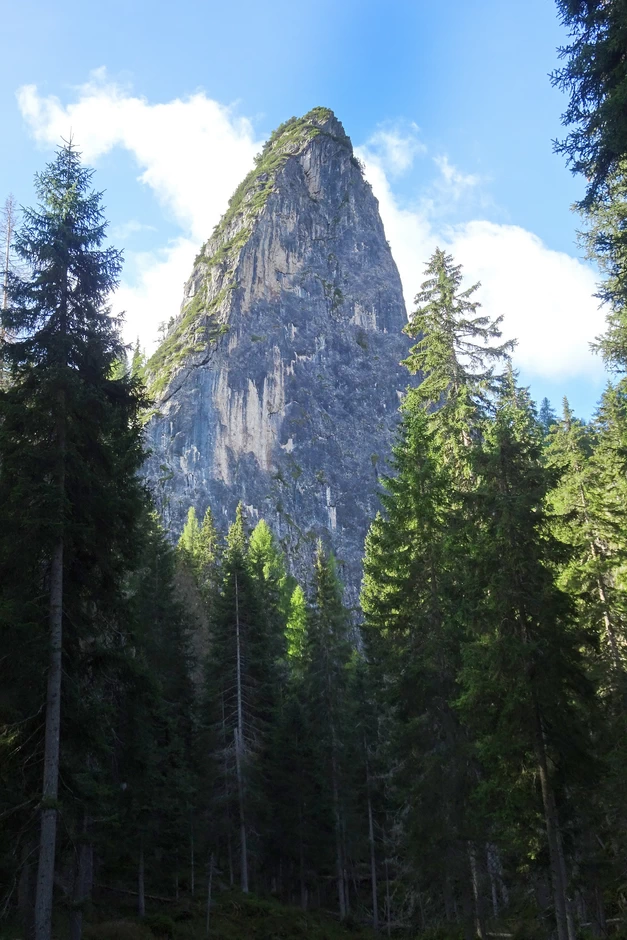
Il Becco d'Aial

La salita in vetta, pur non presentando reali difficoltà alpinistiche, richiede passo sicuro e assanza di vertigini, in quanto un tratto del sentiero d'accesso si sviluppa su una stretta cengia esposta, dove unacaduta avrebbe conseguenze letali.